# Aksaray (province)
Ne doit pas être confondu avec Ak Saray (homonymie).
Pour les articles homonymes, voir Aksaray (homonymie).
La province d'Aksaray est une des 81 provinces (en turc : il, au singulier, et iller au pluriel) de la Turquie.
Sa préfecture (en turc : valiliği) se trouve dans la ville éponyme d'Aksaray.

## Géographie
Sa superficie est de 7 722 km2.

## Population
Au recensement de 2012, la province était peuplée de 378 823 habitants, soit une densité de population de 51 hab./km2.
| 2000    | 2001    | 2002    | 2003    | 2004    | 2005    | 2006    | 2007    | 2008    |
| ------- | ------- | ------- | ------- | ------- | ------- | ------- | ------- | ------- |
| 351 474 | 353 939 | 355 942 | 357 819 | 359 834 | 361 941 | 364 089 | 366 109 | 370 598 |

| 2009    | 2010    | 2011    | 2012    | 2013    | 2014    | 2015    | 2016    | 2017    |
| ------- | ------- | ------- | ------- | ------- | ------- | ------- | ------- | ------- |
| 376 907 | 377 505 | 378 823 | 379 915 | 382 806 | 384 252 | 386 514 | 396 673 | 402 404 |

| 2018    | 2019    | 2020    | 2021    | 2022    | 2023    | - | - | - |
| ------- | ------- | ------- | ------- | ------- | ------- | - | - | - |
| 412 172 | 416 367 | 423 011 | 429 069 | 433 055 | 438 504 | - | - | - |

## Administration
La province est administrée par un préfet (en turc : vali)

## Subdivisions
La province est divisée en 7 districts (en turc : ilçe, au singulier).